# Aleksandrs Fedotovs
Aleksandrs Fedotovs (29 marzo 1971) è un ex calciatore lettone, di ruolo centrocampista.

## Carriera

### Club
Ha iniziato a giocare in Russia, nell'allora Unione Sovietica, in Vtoraja Nizšaja Liga, per poi arrivare in patria prima all'Auseklis, poi al DAG Riga quindi al Dinaburg. Qui rimase dal 1992 al 2000, eccezion fatta per una stagione (quella del 1994) al VEF Riga.
In seguito giocò Metalurgs Liepāja e Venta.

### Nazionale
Ha disputato 3 gare con la nazionale lettone, senza segnare reti.
Esordì il 26 luglio 1994, entrando al 71' al posto di Vladimirs Babičevs nella gara amichevole contro la Georgia. Anche nella sua seconda e terza gara entrò dalla panchina, al posto di Sergejs Jemeļjanovs. e Vitālijs Astafjevs rispettivamente.

## Statistiche

### Cronologia presenze e reti in nazionale
| Cronologia completa delle presenze e delle reti in nazionale ― Lettonia | Cronologia completa delle presenze e delle reti in nazionale ― Lettonia | Cronologia completa delle presenze e delle reti in nazionale ― Lettonia | Cronologia completa delle presenze e delle reti in nazionale ― Lettonia | Cronologia completa delle presenze e delle reti in nazionale ― Lettonia | Cronologia completa delle presenze e delle reti in nazionale ― Lettonia | Cronologia completa delle presenze e delle reti in nazionale ― Lettonia | Cronologia completa delle presenze e delle reti in nazionale ― Lettonia |
| Data                                                                    | Città                                                                   | In casa                                                                 | Risultato                                                               | Ospiti                                                                  | Competizione                                                            | Reti                                                                    | Note                                                                    |
| ----------------------------------------------------------------------- | ----------------------------------------------------------------------- | ----------------------------------------------------------------------- | ----------------------------------------------------------------------- | ----------------------------------------------------------------------- | ----------------------------------------------------------------------- | ----------------------------------------------------------------------- | ----------------------------------------------------------------------- |
| 26-6-1994                                                               | Riga                                                                    | Lettonia                                                                | 1 – 3                                                                   | Georgia                                                                 | Amichevole                                                              | -                                                                       | 71’                                                                     |
| 30-7-1994                                                               | Vilnius                                                                 | Estonia                                                                 | 0 – 2                                                                   | Lettonia                                                                | Coppa del Baltico 1994                                                  | -                                                                       | 46’                                                                     |
| 25-6-1997                                                               | Riga                                                                    | Lettonia                                                                | 4 – 3                                                                   | Andorra                                                                 | Amichevole                                                              | -                                                                       | 84’                                                                     |
| Totale                                                                  |                                                                         | Presenze                                                                | 1                                                                       |                                                                         | Reti                                                                    | 0                                                                       |                                                                         |